# Bruce Abbott
Bruce Paul Abbott (Portland, Oregón; 28 de julio de 1954) es un actor estadounidense.

## Carrera
Bruce Abbott cuando era adolescente descubrió que quería ser actor, siguió sus sueños hasta Hollywood. En 1985 protagonizó Re-Animator junto a Jeffrey Combs y Barbara Crampton, dicho film fue dirigido por Stuart Gordon. En 1990 vuelve a junto a Jeffrey Combs en la película Bride of Re-Animator. En 1998 actuó en la película The Prophecy II junto a Christopher Walken y Jennifer Beals. Actualmente está actuando en la película House of Re-Animator que se estrenará en 2010.

## Vida personal
- Se casó con la actriz Linda Hamilton en 1982 pero se divorció de ella en 1989, con la cual tuvo un hijo llamado Dalton Abbott que nació en 1989.
- En 1994 se casó con la actriz Kathleen Quinlan con la cual tiene un hijo llamado Tyler Quinlan Abbott que nació en 1990. Se divorciaron de forma amistosa en 2022.

## Filmografía

### Cine
| Año  | Título                       | Personaje                  | Notas |
| ---- | ---------------------------- | -------------------------- | ----- |
| 1982 | Tag: The Assassination Game  | Loren Gersh                |       |
| 1984 | The Last Starfighter         | Rylan Sargent              |       |
| 1985 | Re-Animator                  | Dan Cain                   |       |
| 1987 | Summer Heat                  | Jack Ruffin                |       |
| 1987 | Interzone                    | Swan                       |       |
| 1988 | Baja Oklahoma                | Dove Christian             |       |
| 1988 | Bad Dreams                   | Dr. Alex Karmen            |       |
| 1988 | Casual Sex?                  | Keith                      |       |
| 1989 | Bride of Re-Animator         | Dr. Dan Cain               |       |
| 1991 | Dillinger                    | Harry Pierpont             |       |
| 1995 | The Demolitionist            | Professor Jack Crowley     |       |
| 1995 | Black Scorpion               | Michael Russo              |       |
| 1998 | The Prophecy II              | Thomas Daggett             |       |
| 2002 | Trance                       | Taylor Black               |       |
| 2007 | Humble Pie                   | Captain Atticus            |       |
| 2009 | Adult Film: A Hollywood Tale | Presidente Brad            |       |
| 2010 | Eagles in the Chicken Coop   | Presidente Brad            |       |
| 2021 | Psycho Re-Animated           | Milton Arbogast / Dan Cain | Corto |

- American Fork (2007) .... Capitán Atticus
- House of Re-Animator (2010) .... Dan Cain

### Televisión
| Año       | Título                   | Personaje                                            | Notas                                    |
| --------- | ------------------------ | ---------------------------------------------------- | ---------------------------------------- |
| 1982      | The Blue and the Gray    | Jake Hale Jr.                                        | Miniserie                                |
| 1984      | Velvet                   | Breed                                                | Película de televisión                   |
| 1984      | Why Me?                  | Markus                                               | Película de televisión                   |
| 1985      | Command 5                | Deke Williams                                        | Película de televisión                   |
| 1985      | MacGyver                 | Mayor Nikolai Kossov                                 | Episodio: "Thief of Budapest"            |
| 1988      | Out of Time              | Channing Taylor                                      | Película de televisión                   |
| 1988–1990 | Beauty and the Beast     | Devin Wells                                          | 2 Episodios                              |
| 1989      | Trapped                  | John Doe                                             | Película de televisión                   |
| 1990      | Johnny Ryan              | Tom Kelly                                            | Película de televisión                   |
| 1990      | Kaleidoscope             | Sam                                                  | Película de televisión                   |
| 1990      | Father Dowling Mysteries | Nick Moran                                           | Episodio: "The blind man's bluff mistery |
| 1991–95   | Murder, She Wrote        | Drew Granger / Monte Hayes / Wayne Metzger/ Stern... | 3 Episodios                              |
| 1992–93   | Dark Justice             | Juez Nicholas Marshall                               | 44 Episodios                             |
| 1994      | Diagnosis Murder         | Paul Madison                                         | Episodio: "Murder with mirrors"          |
| 1997      | Melanie Darrow           | Alex Kramer                                          | Película de televisión                   |
| 1998      | The Net                  | Walter Cizelski                                      | 4 Episodios                              |
| 2000–02   | Family Law               | Colin Andrews                                        | 4 Episodios                              |
| 2002      | UC: Undercover           | Edward Curtis                                        | Episodio: "Manhunt"                      |